# Champagne Thiénot
Le champagne Thiénot est une maison de champagne fondée en 1985. Son siège est à Taissy près de Reims. Il fait partie du groupe Alain Thiénot, également propriétaire des champagnes Canard-Duchêne, Marie Stuart et actionnaire de Champagne Joseph Perrier.

## Histoire
La maison a été créée en 1985 par Alain Thiénot. Elle est aujourd'hui dirigée par Garance et Stanislas Thiénot, ses enfants.

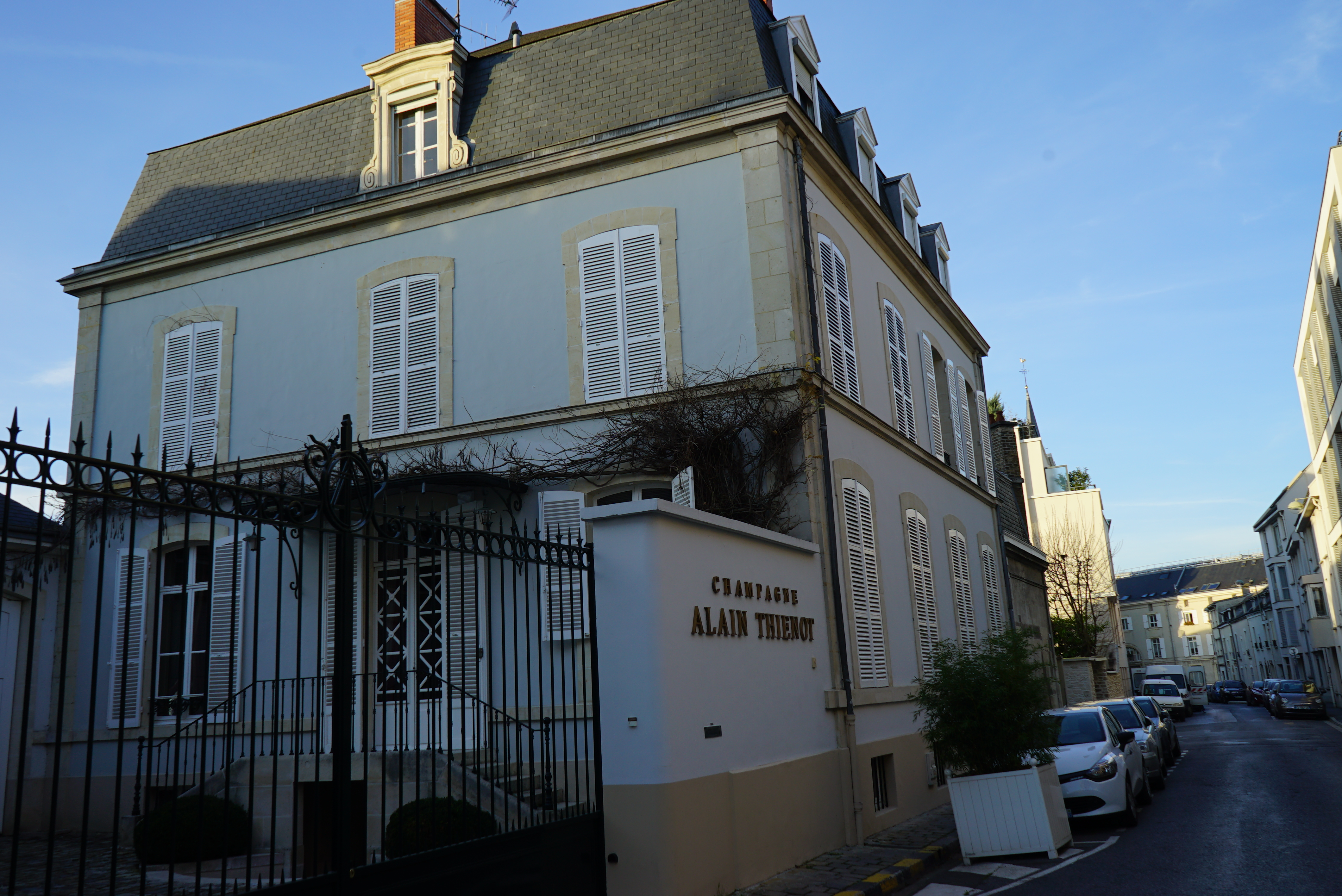
Siège du groupe rue des Moissons (Reims).

## Vignoble
Le champagne Thiénot se compose d’un vignoble de 27 ha en exploitation.
La moitié de ce vignoble est en Grand Cru et 1er Cru :
- Grand Cru (6,25 ha) : Ay, Le Mesnil et Avize ;
- 1er Cru (7,01 ha) : Dizy, Cumières, Pierry et Tauxières-Mutry.

Des contrats d’approvisionnement raisins viennent compléter le vignoble, et ce avec les mêmes vignerons depuis 20 ans.